# Nidio Neto
Nidio das Dores Neto (sinh ngày 9 tháng 10 năm 1995) hay đơn giản Nidio Neto, là một cầu thủ bóng đá hiện tại thi đấu cho Đội tuyển bóng đá quốc gia Đông Timor.

## Sự nghiệp quốc tế
Nidio có màn ra mắt quốc tế trong thất bại 8-0 trước Đội tuyển bóng đá quốc gia Các Tiểu vương quốc Ả Rập Thống nhất ở Vòng loại giải vô địch bóng đá thế giới 2018 vào ngày 12 tháng 11 năm 2015.